# Bálint Bajner
Bálint Bajner (Szombathely, 18 novembre 1990) è un calciatore ungherese, attaccante dell'Episkopī.

## Caratteristiche tecniche
Punta centrale dal fisico robusto e dalle notevoli capacità offensive, fa dei calci piazzati per via dei suoi 195 cm un vero e proprio punto di forza.

## Carriera

### Club

#### Inizi
Bajner cresce calcisticamente in Ungheria nei settori giovanili di Haladás e Sopron.
Nel 2008-2009 gioca in prestito al West Ham, ma finita la stagione torna dai rumeni del Liberty Salonta in quanto la società inglese decide di non effettuare un trasferimento definitivo. Successivamente gioca due stagioni dal 2010 al 2012 nella massima serie ungherese con l'Honvéd totalizzando 25 presenze e 7 reti.
Il 14 ottobre 2011 Bajner si accasa al Sulmona che milita nel campionato di Eccellenza abruzzese.
Esordisce il 16 ottobre 2011 contro il San Salvo nella vittoria per 1-0 della sua squadra e segna il suo primo gol con il Sulmona nel pareggio interno contro il Mosciano il 23 ottobre 2011, risultato finale 1-1. Dopo l'esperienza italiana nell'estate 2012 torna in Ungheria tra le file del Siófok svincolandosi però prima dell'inizio del campionato.

#### Borussia Dortmund
Nel settembre 2012 viene acquistato da svincolato dal Borussia Dortmund e viene impiegato regolarmente nella seconda squadra che disputa la 3. Liga. Il 24 febbraio 2013 fa il suo esordio in Bundesliga entrando dalla panchina contro il Borussia Mönchengladbach.

#### Ipswich Town e Notts County
Dopo due stagioni in Germania, nell'estate 2014 passa agli inglesi dell'Ipswich Town in Championship. A gennaio 2015 si trasferisce al Notts County in Football League One dove colleziona 18 presenze e 3 reti al termine della stagione.

#### Ritorno in Ungheria e approdo al Modena
Per la stagione 2015-2016 si accorda con gli ungheresi del Paksi, tornando a giocare nella sua nazione.
Nel 2016 si accorda con il Modena, squadra di Lega Pro giocando 16 match e andando a segno 1 volta.

### Nazionale
Nel 2008 viene convocato dall'Under-19 facendo così il suo debutto nella Nazionale ungherese, nella partita inaugurale di qualificazione agli Europei di calcio 2008 Under-19 contro il San Marino Bajner in 16 minuti mette a segno una tripletta e la sua squadra vince 6-0.

## Statistiche

### Presenze e reti nei club
Statistiche aggiornate all'11 aprile 2018.
| Stagione                    | Squadra                     | Campionato                  | Campionato | Campionato | Coppe nazionali | Coppe nazionali | Coppe nazionali | Coppe continentali | Coppe continentali | Coppe continentali | Altre coppe | Altre coppe | Altre coppe | Totale | Totale |
| Stagione                    | Squadra                     | Comp                        | Pres       | Reti       | Comp            | Pres            | Reti            | Comp               | Pres               | Reti               | Comp        | Pres        | Reti        | Pres   | Reti   |
| --------------------------- | --------------------------- | --------------------------- | ---------- | ---------- | --------------- | --------------- | --------------- | ------------------ | ------------------ | ------------------ | ----------- | ----------- | ----------- | ------ | ------ |
| 2006-2007                   | Sopron                      | NBI                         | 1          | 1          | MK              | -               | -               | Int.               | -                  | -                  |             | -           | -           | 1      | 1      |
| 2007-2008                   | Liberty Salonta             | Liga II                     | 25         | 7          | CR              | 0               | 0               | -                  | -                  | -                  | -           | -           | -           | 25     | 7      |
| 2008-2009                   | West Ham United             | PL                          | 0          | 0          | FACup+CdL       | -               | -               | -                  | -                  | -                  | -           | -           | -           | 0      | 0      |
| 2009-2010                   | Honvéd II                   | NBII                        | 6          | 1          | MK              | 0               | 0               | -                  | -                  | -                  | -           | -           | -           | 6      | 1      |
| 2010-2011                   | Honvéd II                   | NBII                        | 10         | 1          | MK              | 2               | 2               | -                  | -                  | -                  | -           | -           | -           | 17     | 0      |
| Totale Honvéd II            | Totale Honvéd II            | Totale Honvéd II            | 16         | 2          |                 | 2               | 2               |                    | -                  | -                  |             | -           | -           | 18     | 4      |
| 2009-2010                   | Honvéd                      | NBI                         | 13         | 3          | MK+MLK          | 5+0             | 2+0             | UEL                | 0                  | 0                  | MS          | 0           | 0           | 18     | 5      |
| 2010-2011                   | Honvéd                      | NBI                         | 6          | 1          | MK+MLK          | 1+2             | 1+0             | -                  | -                  | -                  | -           | -           | -           | 9      | 2      |
| Totale Honvéd               | Totale Honvéd               | Totale Honvéd               | 19         | 4          |                 | 8               | 3               |                    | 0                  | 0                  |             | 0           | 0           | 27     | 7      |
| 2011-2012                   | Sulmona                     | Ecc.                        | 18         | 11         | CI-E            | 5               | 2               | -                  | -                  | -                  | -           | -           | -           | 23     | 13     |
| ago.-set. 2012              | Siófok                      | NBI                         | 0          | 0          | MK+MLK          | -               | -               | -                  | -                  | -                  | -           | -           | -           | 0      | 0      |
| set. 2012-2013              | Borussia Dortmund           | BL                          | 1          | 0          | CG              | 0               | 0               | UCL                | -                  | -                  | SG          | -           | -           | 1      | 0      |
| set. 2012-2013              | Borussia Dortmund II        | RN                          | 23         | 6          | -               | -               | -               | -                  | -                  | -                  | -           | -           | -           | 23     | 6      |
| 2013-2014                   | Borussia Dortmund II        | RN                          | 29         | 3          | -               | -               | -               | -                  | -                  | -                  | -           | -           | -           | 29     | 3      |
| 2014-gen. 2015              | Ipswich Town                | FLC                         | 5          | 0          | FACup+CdL       | 1+1             | 0+0             | -                  | -                  | -                  | -           | -           | -           | 7      | 0      |
| gen.-giu. 2015              | Notts County                | FL1                         | 19         | 3          | FACup+CdL       | -               | -               | -                  | -                  | -                  | -           | -           | -           | 19     | 3      |
| ott. 2015-2016              | Paks                        | NBI                         | 14         | 1          | MK              | 0               | 0               | -                  | -                  | -                  | -           | -           | -           | 14     | 1      |
| ago.-dic. 2016              | Modena                      | LP                          | 16         | 1          | CI+CI-LP        | -               | -               | -                  | -                  | -                  | -           | -           | -           | 16     | 1      |
| 2017-2018                   | Borussia Dortmund II        | RN                          | 7          | 1          | -               | -               | -               | -                  | -                  | -                  | -           | -           | -           | 2      | 0      |
| Totale Borussia Dortmund II | Totale Borussia Dortmund II | Totale Borussia Dortmund II | 59         | 10         |                 | -               | -               |                    | -                  | -                  |             | -           | -           | 59     | 10     |
| Totale carriera             | Totale carriera             | Totale carriera             | 193        | 40         |                 | 17              | 7               |                    | 0                  | 0                  |             | 0           | 0           | 210    | 47     |

## Palmarès

### Club

#### Competizioni regionali
- Coppa Italia Eccellenza Abruzzo: 1

Sulmona: 2011-2012